# Pears Transparent Soap
Pears Transparent Soap — одна из старейших компаний по производству мыла и первый в мире зарегистрированный бренд по информации Unilever; первая компания, которая начала выпускать прозрачное мыло. Компания была основана Эндрю Пирсом в 1798 году. С декабря 1897 года выпускает «Pears Cyclopaedia».
В 1865 году компанию возглавил Томас Джеймс Барратт (1841—1914). Под его руководством компания ввела новаторский, систематический способ рекламы своего мыла, в котором сочетались лозунги и запоминающиеся образы. Его лозунг «Доброе утро. Вы использовали мыло Pears?» был знаменит в своё время. Его называли «отцом современной рекламы».
В 1917 году Pears Soap была приобретена Lever Brothers..
Долгое время на обёртке мыла, производимого компанией, находился портрет Пенелопы Бутби работы Джошуа Рейнолдса.

## Галерея

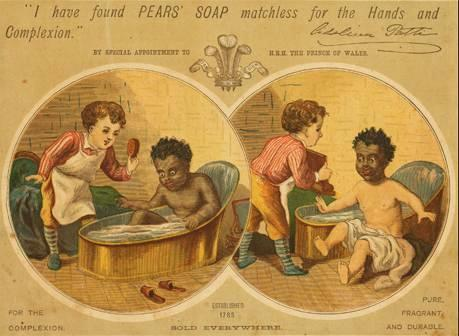
Оригинальное рекламное объявление основанное на басне Эзопа «Эфиоп»[2], опубликованное на рождество 1884 года.
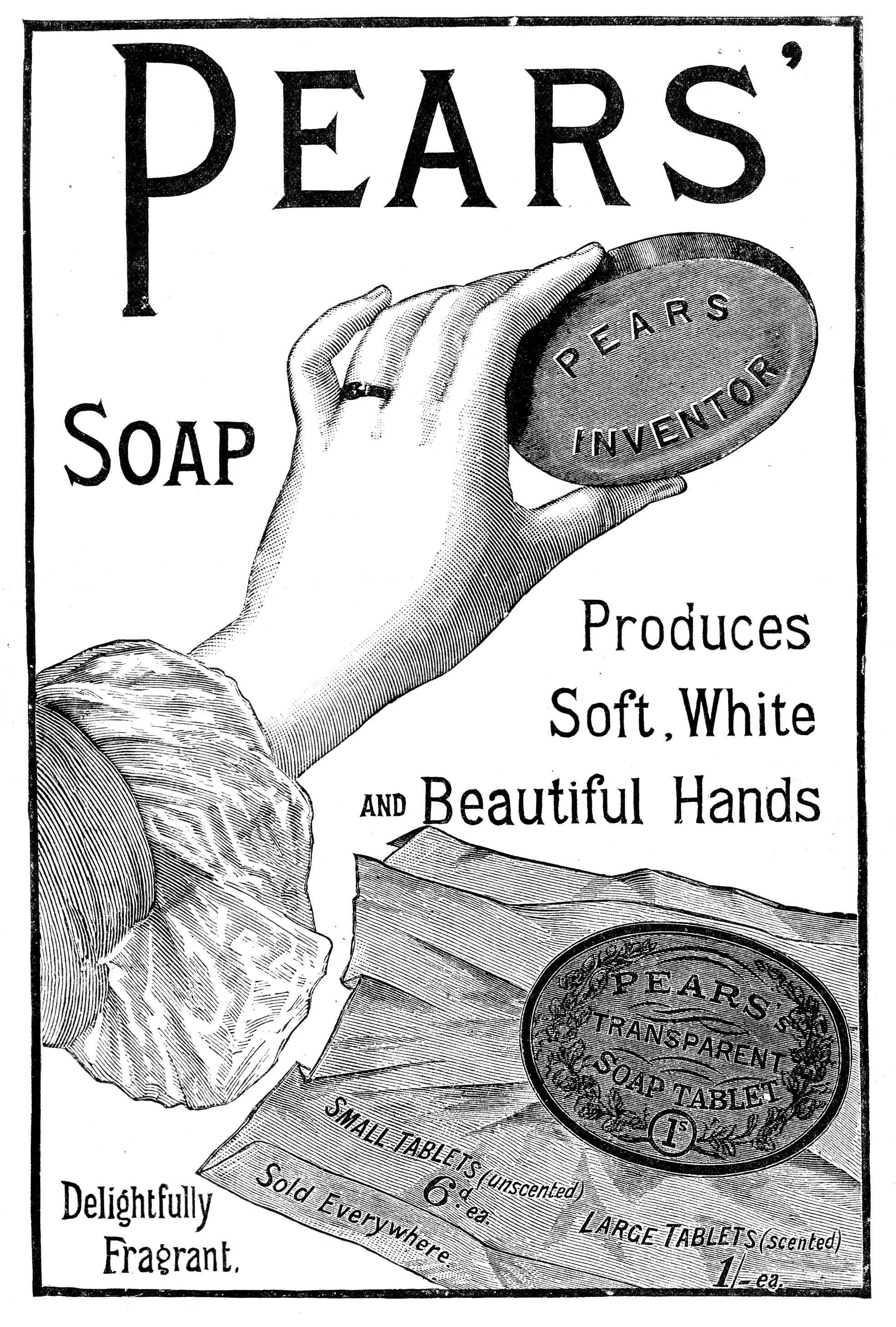
Реклама мыла Pears 1886 года.
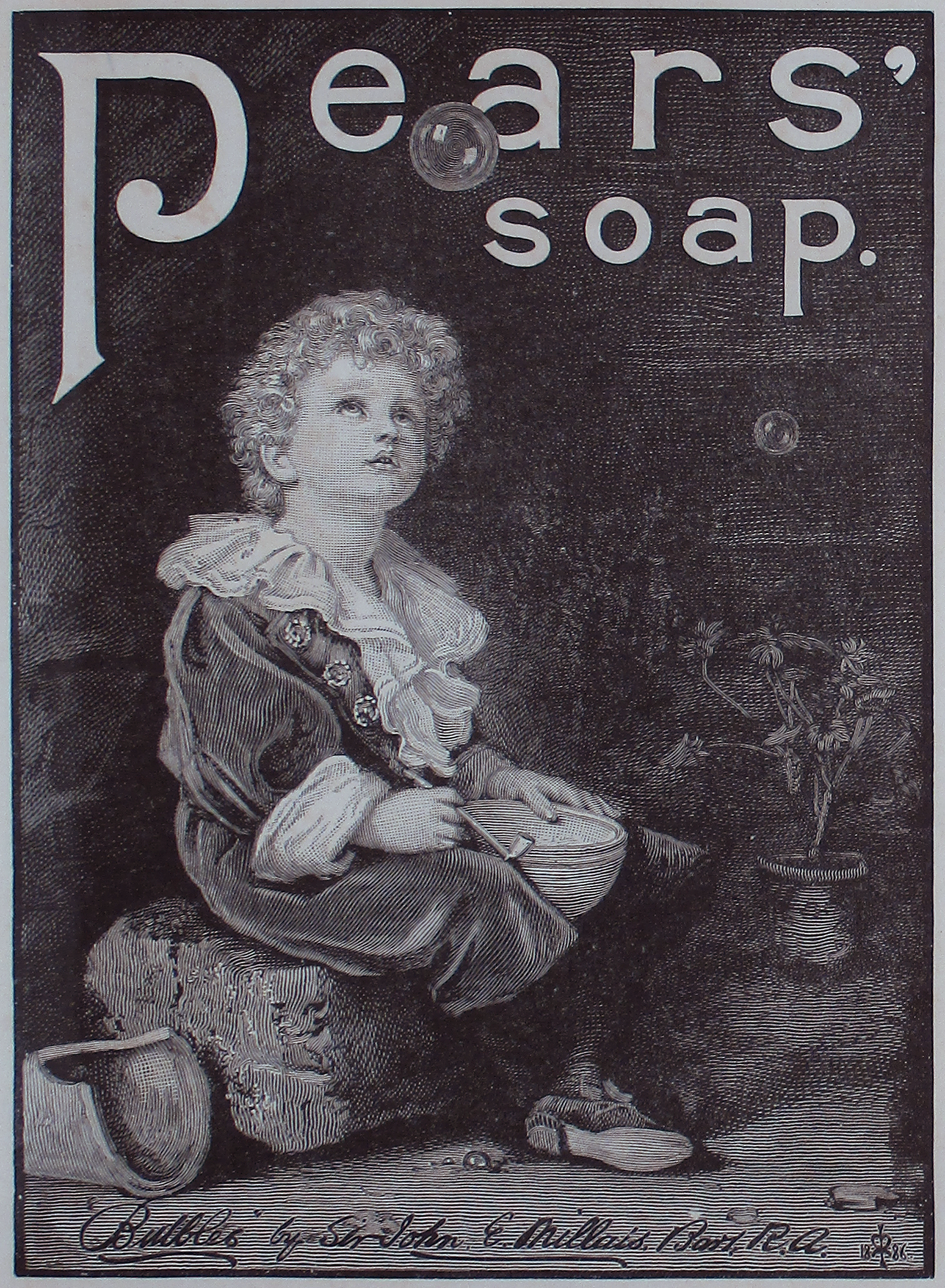
Репродукция картины Мыльные пузыри Джона Эверетта Милле, самая известная реклама мыла. Картина была куплена Томасом Барраттом в августе 1890 года.
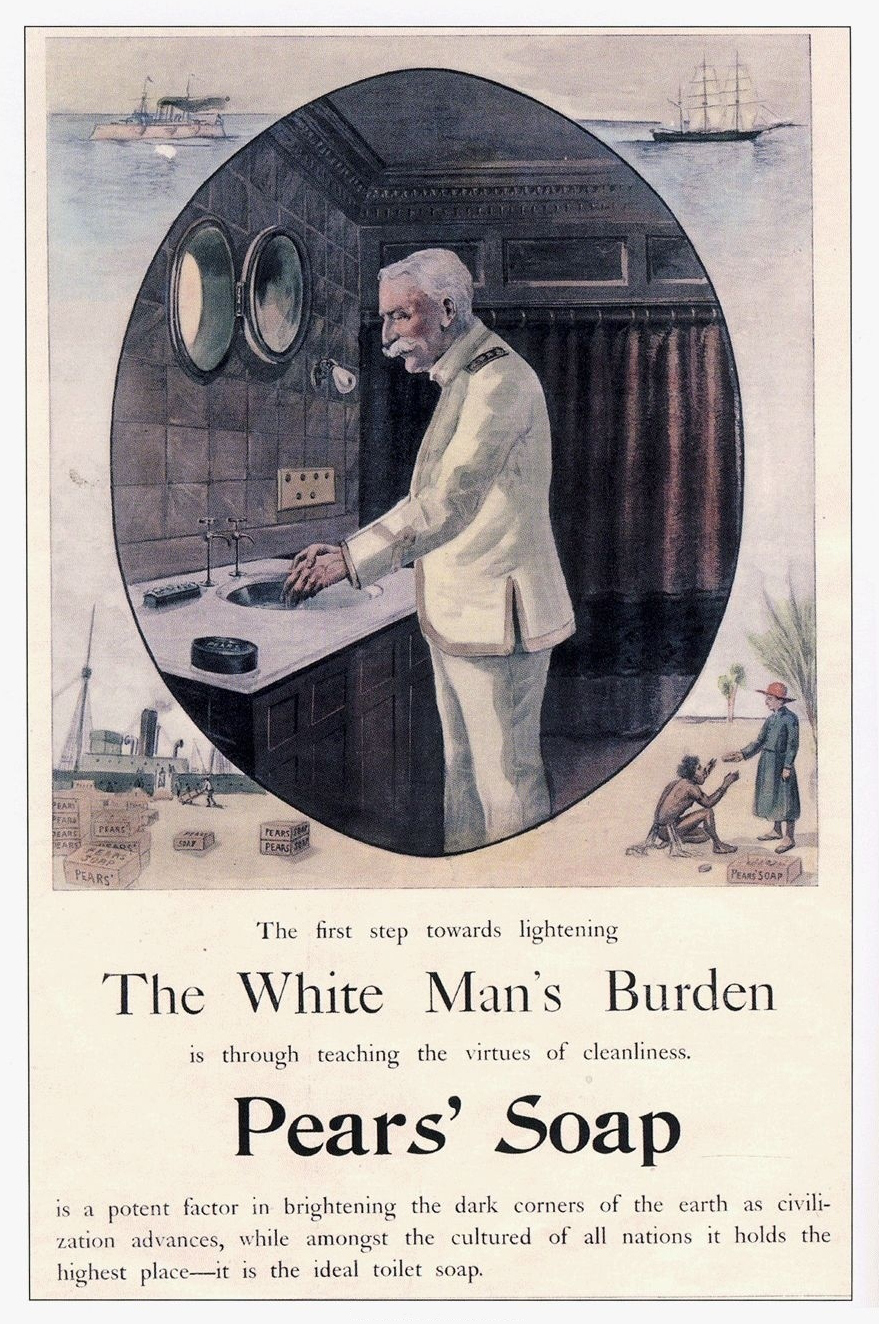
«Бремя белого человека — первый шаг к просвещению через приучение к чистоте. Мыло это мощный фактор, способствующий Цивилизаторской миссии». Реклама мыла Pears 1890-х годов, пропагандирующая чистоту как оправдание расистского империализма.
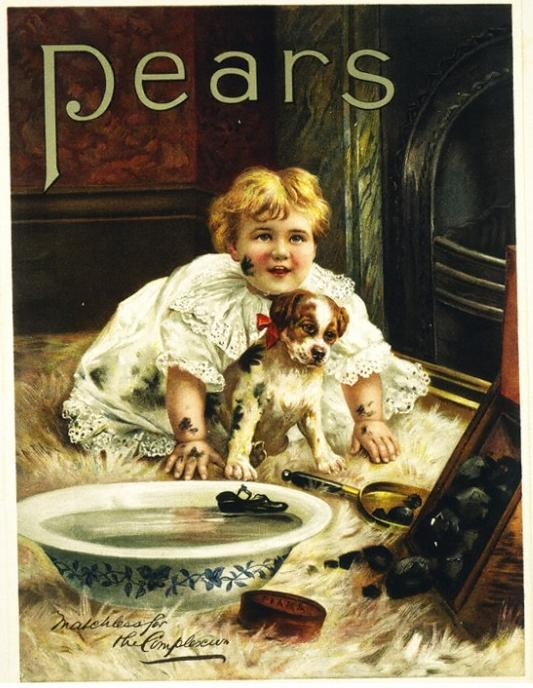
Один из рекламных плакатов мыла Pears созданный под руководством Барратта, 1900 год, Музей Виктории и Альберта.
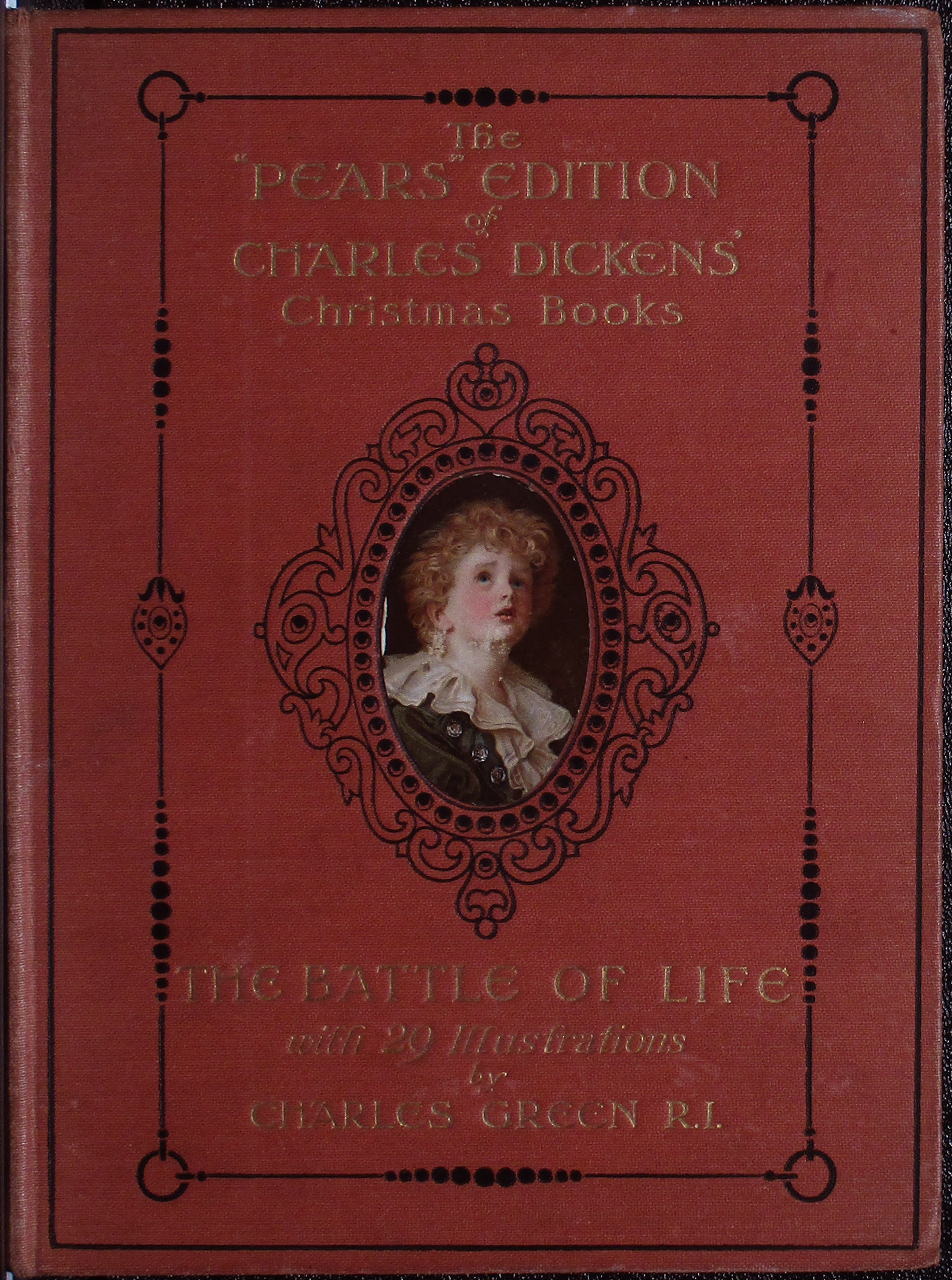
Обложка книги «Издание Pears — Рождественские повести Чарльза Диккенса — Битва жизни», 1912.
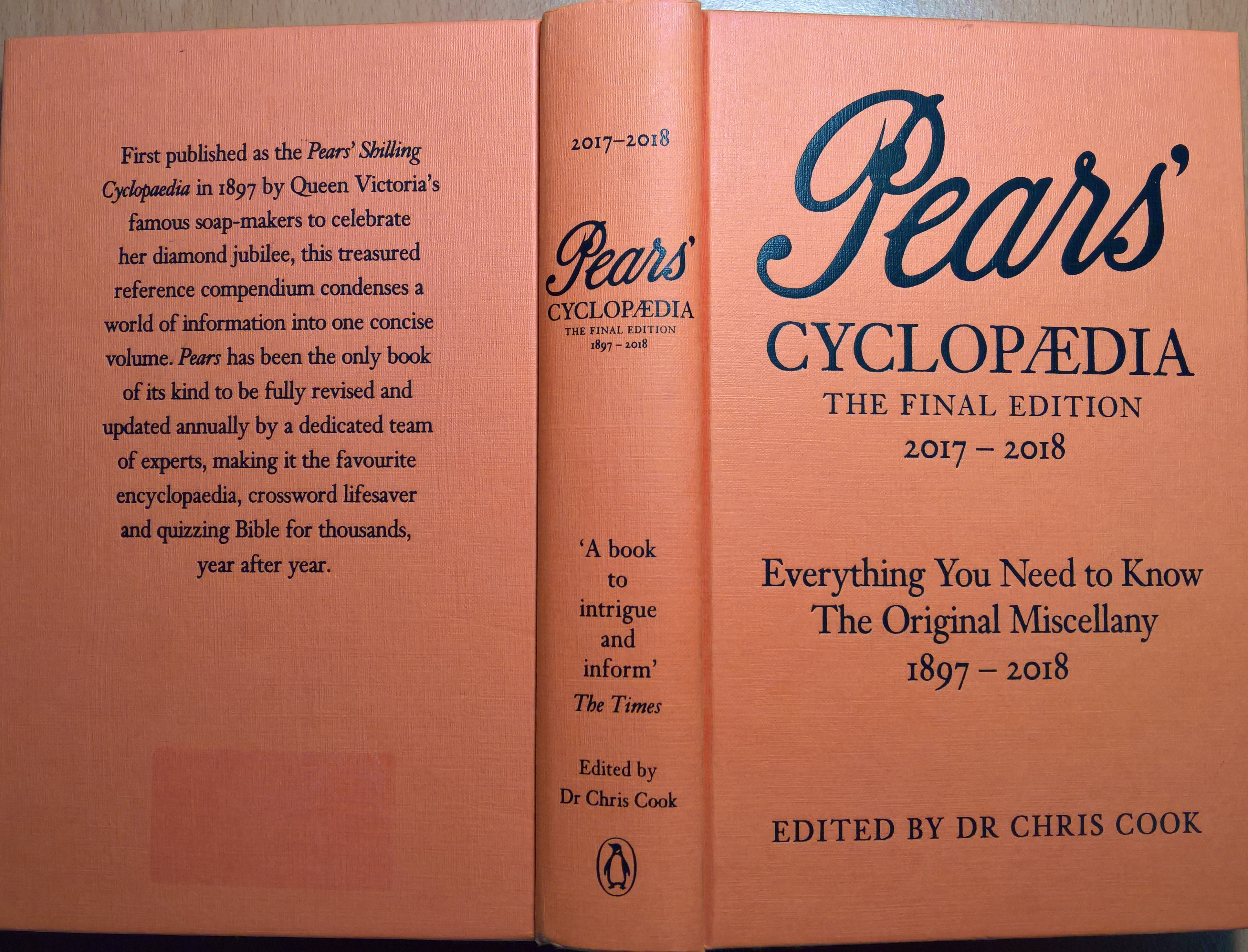
«Pears Cyclopaedia» — финальное издание 2017-2018.